# Esthemopsis alicia
Esthemopsis alicia är en fjärilsart som beskrevs av Bates 1865. Esthemopsis alicia ingår i släktet Esthemopsis och familjen Riodinidae. Inga underarter finns listade i Catalogue of Life.

## Bildgalleri

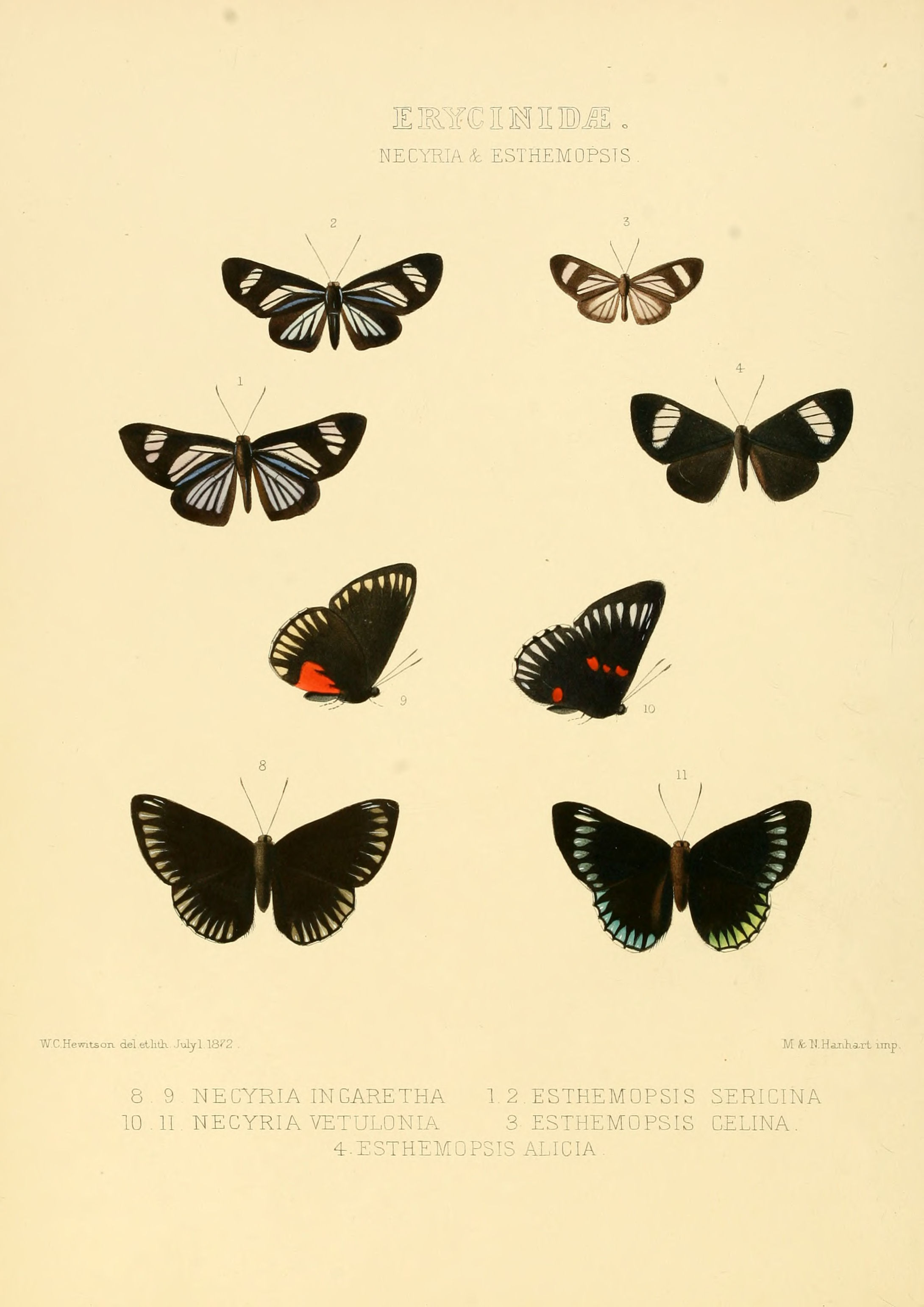